# Sârbeni (gmina)
Sârbeni – gmina w Rumunii, w okręgu Teleorman. Obejmuje miejscowości Sârbenii de Jos, Sârbeni i Udeni. W 2011 roku liczyła 1617 mieszkańców. 